# Moraea polyanthos
Moraea polyanthos là một loài thực vật có hoa trong họ Diên vĩ. Loài này được L.f. miêu tả khoa học đầu tiên năm 1782.